# Sedm vojáčků
Sedm vojáčků (rusky Семеро солдатиков) je film pro děti z roku 1982 režírovaný Eduardem Bočarovem.

## Děj
Malý Oležka píše svému tatínkovi plukovníkovi, aby mu poslal několik vojáčků, nejlépe sedm. Tatínek mu pošle sedm skutečných vojáků, kteří se o Oležka starají. Vojáci mají jména jako dny v týdnu.

## Obsazení
| Alexej Kuzmiščev (jako Aljoša Kuzmiščev)   | Oležka Komarov  |
| Věra Panasenkova                           | Zina            |
| Vladimír Počepajev (jako Voloďa Počepajev) | Foma            |
| Vitalij Usanov                             | Pondělí         |
| Viktor Žiganov                             | Úterý           |
| Alexandr Vorobjov (Александр Воробьёв)     | Středa          |
| Alexandr Postnikov                         | Čtvrtek         |
| Viktor Stěpanov                            | Pátek           |
| Gennadij Frolov (Геннадий Фролов)          | Sobota          |
| Gennadij Čichačjov                         | seržant Neděle  |
| Taťjana Černopjatova Mikrikova             | Raisa           |
| Sofja Pavlova (Софья Павлова)              | babička         |
| Valentina Ananina (Валентина Ананьина)     | teta Frosja     |
| Nikolaj Muravjov                           | plukovník Nosov |
| Irina Šmeljova (Ирина Шмелёва)             | Irina Nosova    |
| Eduard Bočarov                             | Semjon          |
| Lilija Zacharova                           |                 |
| Zoja Tolbuzina (jako Zoja Zemnuchova)      |                 |